# Eddie Mabo
Edward Koiki Mabo (nacido como Edward Sambo; 29 de junio de 1936–21 de enero de 1992) fue un activista indígena australiano proveniente de las islas del estrecho de Torres, que alcanzó notoriedad por su campaña por los derechos territoriales de los aborígenes australianos, que influyó en el fallo de la Suprema Corte de Australia que reconoció el derecho de los nativos sobre las tierras pese a la ocupación por parte de las fuerzas del Reino Unido, así como también dejando sin efecto la doctrina de terra nullius, haciéndola inaplicable para el derecho local australiano. Los jueces de la corte fallaron a su favor en el caso Mabo v Queensland (No 2), el cual dio como resultado la Native Title Act 1993, que estableció propiedad ancestral en Australia, reconociendo oficialmente la misma en las comunidades isleñas del estrecho de Torres en Australia.

## Primeros años y familia
Mabo nació como Edward Koiki Sambo el 29 de junio de 1936 en la comunidad de Las en la isla Mer en el estrecho de Torres. Sus padres fueron Robert Zesou Sambo y Poipe Mabo, pero Eddie fue adoptado por su tío Benny Mabo cuando su madre murió al poco tiempo de su nacimiento. Este tipo de adopciones eran tradicionales en la cultura de los nativos de las islas del estrecho de Torres.
Siendo joven, Mabo recibió influencias de su profesor Robert 'Bob' Victor Miles, un profesor sustituto que había llegado a las islas para educar a los isleños. Bob era conocido y querido por el alumnado, a quienes no solo enseñaba cuestiones de la currícula normal, sino que también los alentaba a estudiar acerca de su propia cultura y a utilizar su propia lengua entre ellos. Mabo se encontraba entre sus estudiantes y además de aprender inglés de Miles, también aprendió acerca de cuestiones de la Australia continental. Mabo, quien luego vivió con Bob por un tiempo cuando su madre enfermó, posteriormente señalaría la importancia de la educación que recibió de aquél. Sostiene que la confianza para hablar en público, el entendimiento de las cuestiones públicas recibidas de las lecciones de aquellos años lo llevaron a ser el principal orador en el caso Mabo v Queensland en 1992.
Eddie tenía mucho interés en sus tradiciones. Se dedicó a la pintura, dibujo y canto ancestral. Aunque señala que sus tíos, Benny y Maigo Mabo, le enseñaron el respeto a otras culturas.
Mabo se casó con Bonita Neehow, australiana isleña del sur del Pacífico, en 1959. La pareja tuvo siete hijos, a la vez que adoptaron tres más. Bonita Mabo falleció en Townsville el 26 de noviembre de 2018, a la edad de 75 años, a los pocos días de recibir un doctorado honorario en letras de la Universidad James Cook por su contribución a la causa de los derechos de los pueblos indígenas y los derechos humanos.
Una de sus hijas, Gail Mabo (nacida en 1965), es una reconocida artista visual que ha expuesto sus trabajos por toda Australia.

## Carrera
Mabo comenzó trabajando en barcos recolectores de perlas, como cortador de caña, así como también maletero y trabajador ferroviario, cuando logró un puesto como jardinero en la Universidad James Cook en Townsville, Queensland a los 31 años.
En 1973, Eddie y Bonita Mabo crearon la Escuela de la Comunidad Negra en Townsville, donde los niños de color podrían aprender sobre su propia cultura en lugar de la cultura.

El tiempo que Mabo pasó en el campus tuvo un importante impacto en su vida. En 1974, se encontraba charlando con los historiadores de la Universidad James Cook Noel Loos y Henry Reynolds. De aquello Loos recuerda:

estábamos comiendo en la oficina de Reynolds cuando Koiki estaba hablando acerca de sus tierras en Mer, o Isla Murray. Henry y yo nos dimos cuenta que él creía que esa tierra le pertenecía, nos miramos el uno al otro, y tuvimos la difícil tarea de decirle que esas tierras no le pertenecían, sino que eran propiedad de la corona británica. Koiki quedó sorprendido, en estado de shock e incluso dijo... recuerdo a él diciendo 'De ninguna manera, no es de ellos, es nuestra.'

Posteriormente, Mabo se convirtió en asistente en un proyecto acerca de la historial oral de las islas del Estrecho de Torres. Al respecto, Reynolds remarcó:

Se fue tan lejos como pudo a la isla Thursday, y no pudo ir más allá. Se le revocó el permiso para encallar en cualquier isla del Estrecho de Torres. Es que una reputación de problemático era un problema en ese entonces en Queensland. Para Eddie esto fue devastador. No podía volver a su casa. A los ojos de los hombres blancos él era un hombre sin tierra, como también un condenado al exilio.

## Activismo por tierras
En 1981 se llevó a cabo una conferencia sobre los derechos de tierra de las tribus aborígenes en la Universidad James Cook, donde Mabo dio un discurso donde explicaba la forma ancestral de heredar tierras en las Islas Murray. La importancia de estas cuestiones en el sistema australiano de derecho anglosajón y su importancia como doctrina llamaron la atención de uno de los asistentes, un abogado, quien sugirió iniciar una acción legal en el sistema jurídico nacional destinado a lograr el reconocimiento legal del sistema. El abogado de Perth Greg McIntyre, quien estaba presente en la conferencia coincidió y decidió tomar el caso; con la colaboración de Ron Castan y Bryan Keon-Cohen. McIntyre representó a Mabo durante las audiencias.

## Muerte y fallo Mabo
El 21 de enero de 1992, Eddie Mabo falleció de cáncer a la edad de 56 años.
Cinco meses después, el 3 de junio de 1992, la Suprema Corte anunció su decisión de reconocer la propiedad ancestral de las tierras de los aborígenes australianos, un hecho inédito en la historia del país. Aquel fallo, conocido formalmente como Mabo v Queensland (No 2), conocido simplemente como «Mabo» en Australia, es utilizado como landmark desde entonces en conflictos relacionados.
Tres años después de la muerte de Mabo, tras el período de luto que tradicionalmente lleva a cabo su pueblo, un funeral en las Islas Murray Island se llevó a cabo. Al día siguiente, la tumba de Mabo fue profanada por vándalos que pintaron graffitis con esvásticas y destruyeron su retrato. Por este motivo, su familia decidió volver a enterrarlo en otro sitio en la Isla Murray. En la noche de su reentierro, los isleños realizaron un ritual fúnebre correspondiente a un rey Merial, el cual no se llevaba a cabo desde hacía 80 años.